# Третий крестовый поход

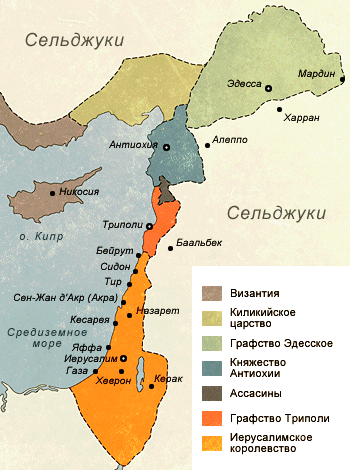
Государства крестоносцев на Востоке в 1140 году

Третий крестовый поход — война, которая велась крестоносцами с 1189 по 1192 год в тщетной попытке отвоевать Иерусалим. Был инициирован римскими папами Григорием VIII и (после смерти Григория VIII) Климентом III. Третьему Крестовому походу предшествовал захват Иерусалима в октябре 1187 года султаном Египта и Сирии Саладином.
В Крестовом походе приняли участие четверо самых могущественных европейских монархов — германский император Фридрих I Барбаросса из династии Штауфенов, французский король Филипп II Август — представитель династии Капетингов, австрийский герцог Леопольд V Бабенберг и английский король Ричард I Львиное Сердце из династии Плантагенетов. Также союзником европейских преслуг выступил правитель Киликийской Армении Левон II. 

## Война с Саладином
Новое направление делам на Востоке дал Саладин (Салах-ад-дин); при нём произошло соединение египетского халифата с багдадским. Саладин начал свою деятельность уже после Второго крестового похода (1147—1148), в возрасте 16-ти лет участвуя в захвате фатимидского Дамаска войсками мосульского и халебского эмира Нур-ад-дина. В 1161 году участвует в оккупации Каира войсками полководца Нур-ад-дина Асад ад-Дина Ширкуха ибн Шади. В 1165 году 27-летний Салах-ад-дин уже как командующий отразил наступление призванных халифом-имамом Египта крестоносцев. В 1169 году Асад ад-Дин Ширкух захватил весь Египет, задушил халифа и сам стал эмиром при халифе Нур-ад-дине. Ближайшим помощником и формально визирем стал 31-летний Салах-ад-дин. В 1169 году Асад ад-Дин Ширкух умер, и Салах-ад-дин становится визирем Египта и полководцем Нур-ад-дина. В 1174 году Нур-ад-дин и король Иерусалимского королевства Амори I умирают.
После смерти Нур-ад-дина его сыновья затеяли междоусобную борьбу. Салах-ад-дин воспользовался этими раздорами, явился в Сирию с войсками и предъявил свои притязания на Халеб (Алеппо) и Мосул. Враг христиан, истинный мусульманин, прославивший себя как полководец, Салах-ад-дин соединил вместе с обширными владениями и грозными военными силами энергию, ум и глубокое понимание политических обстоятельств. Взоры всего мусульманского мира обратились на него; на нём покоились надежды мусульман, как на человеке, который мог восстановить утерянное мусульманами политическое преобладание и возвратить отнятые христианами владения. Земли, завоёванные христианами, были одинаково священны как для египетских, так и для ближневосточных мусульман . С другой стороны, и Салах-ад-дин глубоко понимал, что возвращение этих земель мусульманам и восстановление сил ислама Малой Азии возвысит его авторитет в глазах всего мусульманского мира и даст прочное основание его власти в регионе.

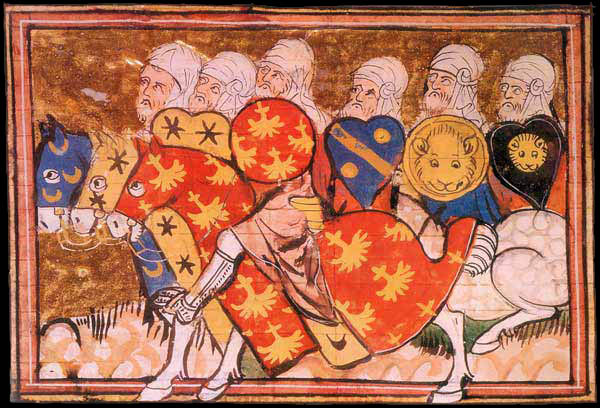
Войска Салах ад-Дина. Миниатюра из хроники Вильгельма Тирского. 1337 г.

Таким образом, когда Салах-ад-дин взял власть в Халебе (Алеппо) и Мосуле в 1183 году, для крестоносцев настал весьма важный момент, на который они должны были немедленно среагировать. Но правители крестоносцев были далеко ниже своей роли в этих условиях. В то время, когда со всех сторон они были окружены уже единым противником, они занимались устройством своей власти: между отдельными княжествами не только не было солидарности, но они находились в крайней деморализации; нигде не было такого простора для интриг, честолюбия, убийств, как в восточных княжествах крестоносцев. Примером безнравственности может служить Иерусалимский патриарх Ираклий, который не только напоминал собой самых дурных римских пап, но во многом превосходил их: он открыто жил со своими любовницами и расточал на них все свои средства и доходы; но он был не хуже других; не лучше были князья, бароны, рыцари и духовные лица. Полная распущенность нравов господствовала среди тех людей, на которых лежали весьма серьёзные задачи в виду наступавшего грозного неприятеля. Бароны и рыцари, преследовавшие свои личные эгоистические интересы, не считали нисколько зазорным в самые важные моменты, во время битвы, оставлять ряды крестоносцев по своим делам. Но нельзя сказать, что крестоносцы ничего не делали. Орден тамплиеров озаботился глубокой разведкой в рядах Салах-ад-дина. Например, знатный тамплиер Роберт Сент-Олбанский, якобы перебежал к Салах-ад-дину, принял ислам. Да, он занял высокое положение в войске мусульман, при дворе Салах-ад-дина, но ввиду отсутствия авторитета у простых воинов-мусульман, никакими полководческими правами не был наделён.
Если среди рыцарей и баронов можно было ожидать коварства, то и главные вожди, князья и короли, были не лучше их. В Иерусалиме правил Балдуин IV, человек энергичный, отважный и мужественный, не раз принимавший личное участие в битвах с мусульманами. Балдуин IV, в силу невозможности излечения от проказы, намерен был короновать своего малолетнего племянника Балдуина V; при этом возник спор из-за опеки: спорили Гвидо Лузиньян, зять Балдуина V, и Раймунд, граф Триполи.
Представителем жёсткого отношения к мусульманам служил Рено де Шатильон (Райнальд), который совершал набеги на торговые мусульманские караваны, шедшие из Египта; этим он подрывал торговлю между мусульманскими городами и этим переводил торговые пути из Египта на Тир, Сидон, Аскалон, Антиохию и другие христианские города крестоносцев.

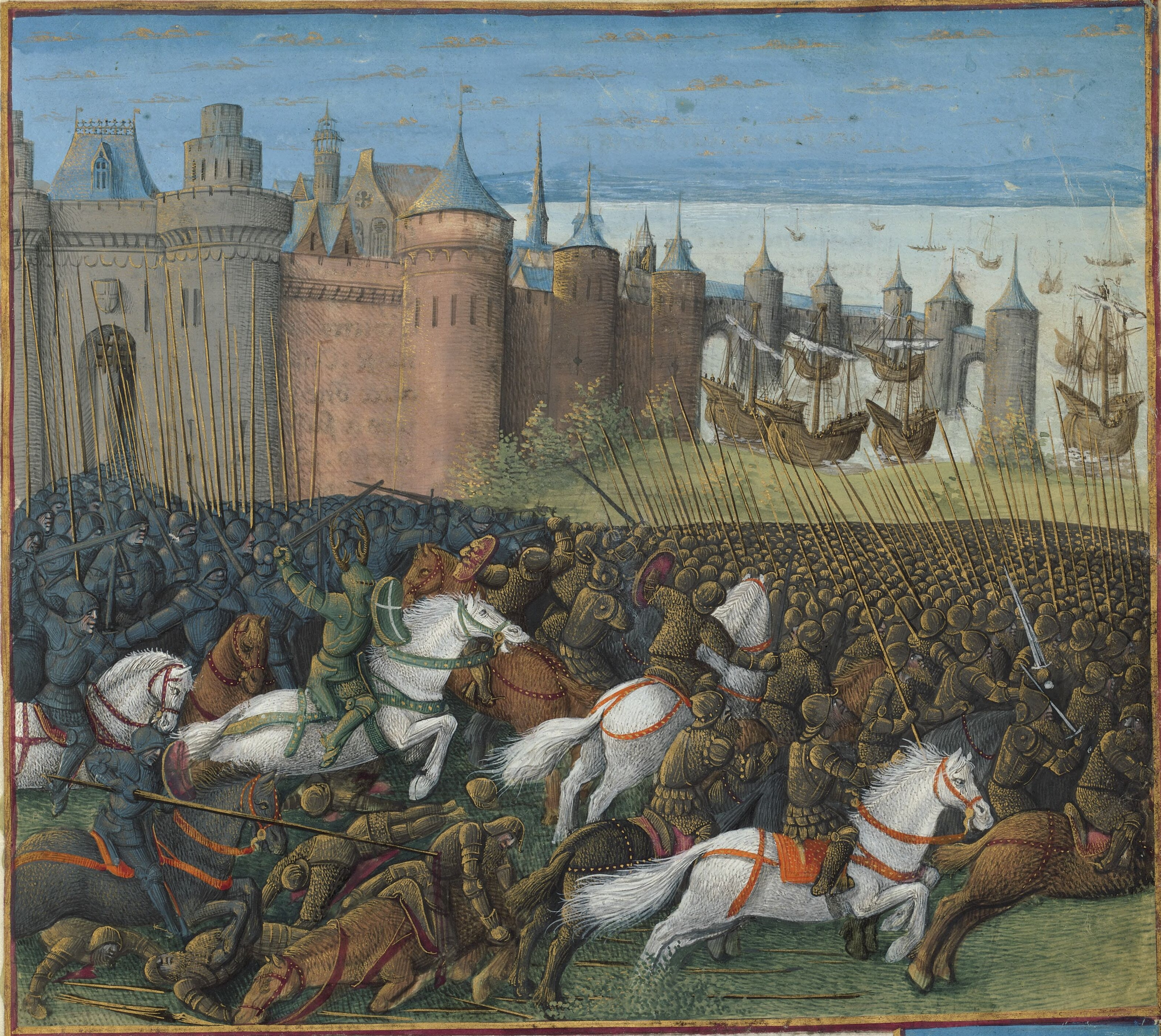
Осада Тира (1187). Миниатюра Жана Коломба из книги Себастьена Мамро «Походы французов в Утремер» (1474)

Во время одного из подобных нападений, которые Райнальд совершал из своего замка, он ограбил караван, в котором находилась и сестра Салах-ад-дина. Это обстоятельство и можно считать ближайшим мотивом, вызвавшим войну между мусульманским правителем и христианскими князьями. Салах-ад-дин и раньше указывал иерусалимскому королю на недостойные поступки Рено де Шатильона, но королю не было надобности, чтобы изменить свою политику. Теперь, когда Салах-ад-дину было нанесено оскорбление чести и родственного чувства, он, невзирая на перемирие, которое было заключено между ним и христианскими князьями, объявил христианам войну.
Война началась в 1187 году. Салах-ад-дин решился наказать иерусалимского короля, как за проступки Рено де Шатильона, так и за его лишь видимую независимость. Войска Салах-ад-дина выдвинулись из Алеппо и Мосула и были сравнительно с силами христиан весьма значительны. В Иерусалиме можно было набрать всего до 2 тысяч рыцарей и до 15 тысяч пехоты, но и эти силы не были местные, а составлялись из приезжих европейцев.
Решающее столкновение произошло 4 июля и вошло в историю как битва при Хаттине. Раймунду удалось избежать поражения, в то время как главные виновники поражения, а именно Ги де Лузиньян, Рейнальд де Шатийон и Жерар де Ридефор, оказались в плену. После Хаттина Саладин сначала овладел важным прибрежным городом Акко (10 июля), затем Бейрутом (6 августа 1187 года) и, наконец, другими портами Ливана. 5 сентября, после продолжительных боев, был взят и Аскалон. Через две недели сопротивления, 2 октября 1187 года, сдался Иерусалим. Положение христиан выглядело отчаянным, если принять во внимание огромные потери и тот факт, что немногие гарнизоны, избежавшие наступления Саладина (Тир, Триполи и Антиохия), были близки к исламскому завоеванию.

## Подготовка к походу

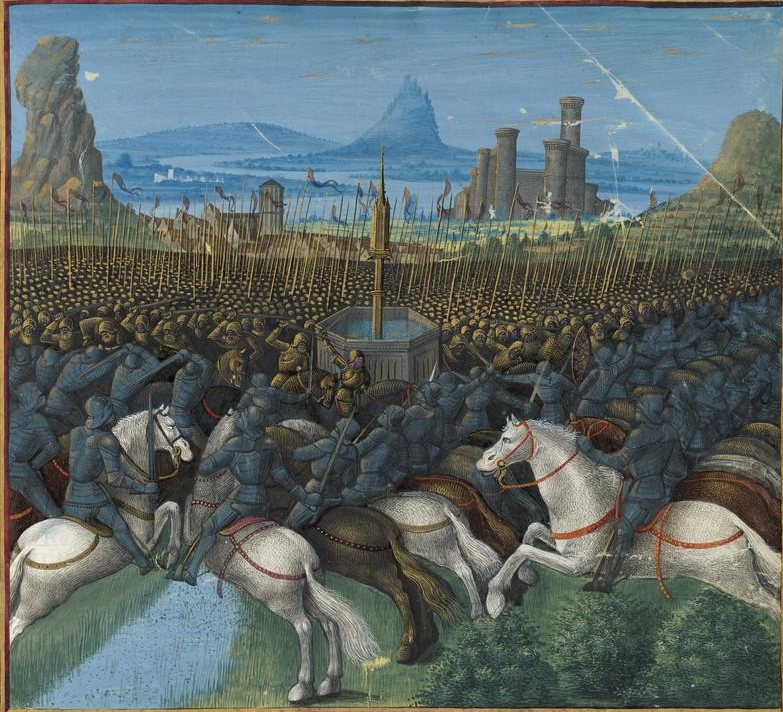
Битва при Кафр-Кана (1187). Миниатюра Жана Коломба из книги Себастьена Мамро «Походы французов в Утремер» (1474)

Весть о том, что совершилось на Востоке, получена была в Европе не сразу, и движение началось на Западе не раньше 1188 года. Первые известия о событиях в Святой земле пришли в Италию. Для римского папы в то время не оставалось возможности колебаться. Необходимо было поддержать и честь церкви, и дух всего западного христианства. Невзирая ни на какие затруднения и препятствия, папа принял под своё покровительство идею поднятия Третьего крестового похода.
В ближайшее время было составлено несколько определений, имевших целью распространить мысль о крестовом походе по всем западным государствам. Кардиналы, поражённые событиями на Востоке, дали папе слово принять участие в поднятии похода и проповедуя его пройти босыми ногами по Германии, Франции и Англии. Папа же решился употребить все церковные средства к тому, чтобы облегчить участие в походе по возможности всем сословиям. Для этого было сделано распоряжение о прекращении внутренних войн, рыцарям облегчена была продажа ленов, отсрочено взыскание долгов, объявлено, что всякое содействие освобождению христианского Востока будет сопровождаться отпущением грехов.
Известно, что Третий поход осуществился при обстоятельствах более благоприятных, чем первые два. В нём принимали участие три коронованные особы: император германский Фридрих I Барбаросса, французский король Филипп II Август и английский — Ричард Львиное Сердце. Не было в походе только общей руководящей идеи. Движение крестоносцев в Святую землю направлялось разными путями, да и сами цели вождей, участвовавших в походе, были далеко не одинаковы.
Вследствие этого история Третьего похода распадается на отдельные эпизоды: движение англо-французское, движение германское и осада Акры.
Существенный вопрос, долго препятствовавший французскому и английскому королям прийти к соглашению насчёт похода, зависел от взаимных отношений Франции и Англии в XII столетии. Дело в том, что на английском престоле сидели Плантагенеты, графы Анжу и Мэна, получившие английский престол вследствие брака одного из них на наследнице Вильгельма Завоевателя. Всякий английский король, оставаясь в то же время графом Анжу и Мэна, герцогом Аквитании и присоединённой сюда ещё Гиени, должен был давать французскому королю ленную присягу на эти земли. Ко времени Третьего похода английским королём был Генрих II Плантагенет, а французским — Филипп II Август. Оба короля находили возможность вредить один другому благодаря тому обстоятельству, что земли их во Франции были смежны. У английского короля правителями его французских областей были два его сына Иоанн и Ричард. Филипп заключил с ними союз, вооружил их против отца и не раз ставил Генриха Английского в весьма затруднительное положение. За Ричарда была сосватана сестра французского короля Алиса, которая жила тогда в Англии. Разнёсся слух, что Генрих II вступил в связь с невестой своего сына; понятно, что подобного рода слух должен был оказывать влияние на расположение Ричарда к Генриху II. Французский король воспользовался этим обстоятельством и начал раздувать вражду между сыном и отцом. Он подстрекал Ричарда, и последний изменил своему отцу, дав ленную присягу французскому королю; этот факт способствовал только большему развитию вражды между французским и английским королями.
Было ещё одно обстоятельство, препятствовавшее обоим королям подать возможно скорую помощь восточным христианам. Французский король, желая запастись значительными денежными средствами для предстоящего похода, объявил в своём государстве особый налог под именем «Саладиновой десятины». Этот налог распространялся на владения самого короля, светских князей и даже на духовенство; никто, в виду важности предприятия, не освобождался от платы «Саладиновой десятины». Наложение десятины на церковь, которая никогда не платила никаких налогов, а сама ещё пользовалась сбором десятины, возбудило недовольство среди духовенства, которое и начало ставить преграду этой мере и затруднять королевских чиновников в сборе «Саладиновой десятины». Но тем не менее эта мера была довольно успешно проведена как во Франции, так и в Англии и дала много средств для Третьего крестового похода.
Между тем, во время сборов, нарушаемых войной и внутренними восстаниями, умер английский король Генрих II (1189 год), и наследство английской короны перешло в руки Ричарда, друга французского короля. Теперь оба короля могли смело и дружно приступить к осуществлению идей Третьего крестового похода.

## Выступление английского и французского королей

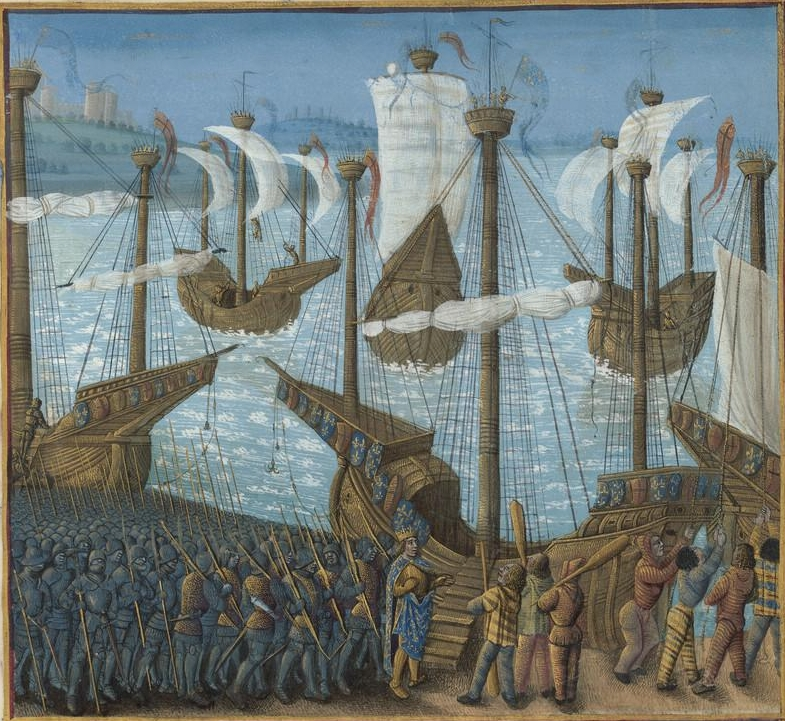
Флот Филиппа II Августа в Третьем крестовом походе. Миниатюра Жана Коломба из книги Себастьена Мамро «Походы французов в Утремер» (1474)

В 1190 году короли выступили в поход. На успех Третьего крестового похода большое влияние оказало участие английского короля. Ричард, человек в высшей степени энергичный, живой, раздражительный, действовавший под влиянием страсти, был далёк от идеи общего плана, искал, прежде всего, рыцарских подвигов и славы. В самих сборах его к походу слишком рельефно отразились черты его характера. Ричард окружил себя блестящей свитой и рыцарями, на своё войско, по свидетельству современников, он издерживал в один день столько, сколько другие короли издерживали в месяц. Собираясь в поход, он всё переводил на деньги; свои владения он или отдавал в аренду, или закладывал и продавал. Таким образом, он действительно собрал громадные средства; его войско отличалось хорошим вооружением. Казалось бы, что хорошие денежные средства и многочисленное вооружённое войско должны были обеспечить успех предприятия.
Часть английского войска отправилась из Англии на кораблях, сам же Ричард переправился через Ла-Манш, чтобы соединиться с французским королём и направить свой путь через Италию. Движение это началось летом 1190 года. Оба короля предполагали идти вместе, но многочисленность войска и возникшие при доставке пропитания и фуража затруднения заставили их разделиться. Французский король шёл впереди и в сентябре 1190 года прибыл в Сицилию и остановился в Мессине, поджидая своего союзника. Когда прибыл сюда и английский король, движение союзного войска было задержано теми соображениями, что начинать поход осенью по морю неудобно; таким образом оба войска провели осень и зиму в Сицилии до весны 1191 года.
Пребывание союзных войск в Сицилии должно было показать как самим королям, так и окружающим их лицам всю невозможность совместных действий, направленных к одной и той же цели. В Мессине Ричард начал ряд торжеств и праздников и своими поступками поставил себя в сложное положение по отношению к норманнам. Он хотел распоряжаться как полновластный повелитель страны, причём английские рыцари позволяли себе насилия и произвол. В городе не замедлило вспыхнуть движение, которое угрожало обоим королям; Филипп едва успел потушить восстание, явившись примиряющим посредником между двух враждебных сторон.
Было ещё одно обстоятельство, которое поставило Ричарда в сложное положение как по отношению к французскому, так и германскому королям, это притязания его на норманнскую корону. Наследница норманнской короны, дочь Рожера и тётка Вильгельма II, Констанца, вышла замуж за сына Фридриха Барбароссы Генриха VI, будущего германского императора; таким образом германские императоры этим брачным союзом узаконили свои притязания на норманнскую корону.
Между тем Ричард по прибытии в Сицилию заявил свои притязания на норманнские владения. Фактически он обосновывал своё право тем, что за умершим Вильгельмом II была замужем Иоанна, дочь английского короля Генриха II и сестра самого Ричарда. Временный узурпатор норманнской короны, Танкред, держал в почётном заключении вдову Вильгельма. Ричард потребовал выдать ему сестру и заставил Танкреда дать ему выкуп за то, что английский король оставил за ним фактическое обладание норманнской короной. Этот факт, возбудивший вражду между английским королём и германским императором, имел большое значение для всей последующей судьбы Ричарда.

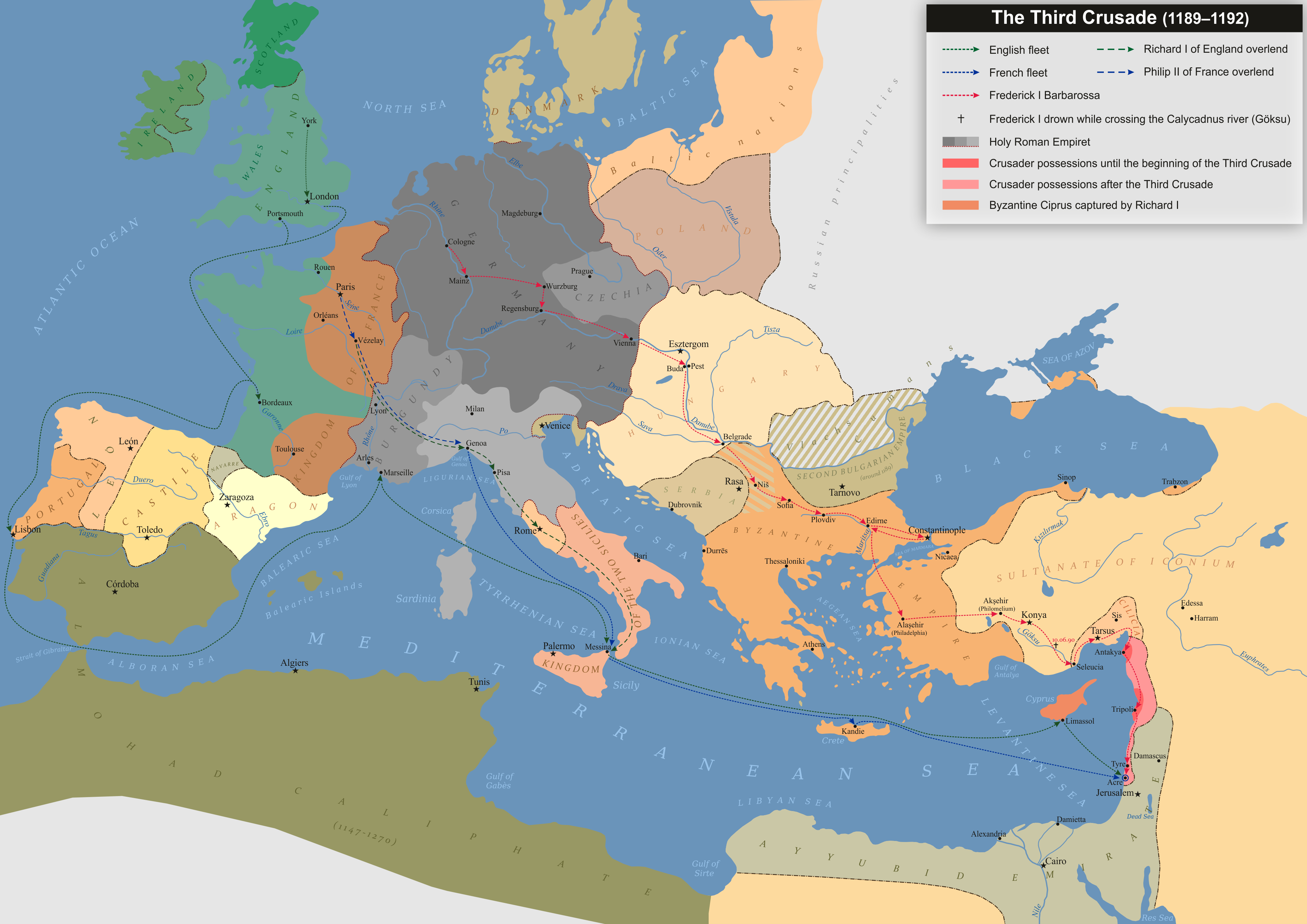
Третий крестовый поход (1189—1192)

Всё это ясно показало французскому королю, что ему не удастся действовать по одному плану с королём английским. Филипп считал невозможным, ввиду критического положения дел на Востоке, оставаться в Сицилии и ожидать английского короля; в марте 1191 года он сел на корабли и переправился в Сирию.
Главная цель, к которой стремился французский король, был город Птолемаида (французская и немецкая форма — Accon, русская — Акра). Этот город в течение времени от 1187—1191 годов был главным пунктом, на котором сосредоточивались виды и надежды всех христиан. С одной стороны к этому городу направлялись все силы христиан, с другой — сюда стягивались мусульманские полчища. Весь Третий поход сосредоточился на осаде этого города; когда весной 1191 года прибыл сюда французский король, казалось, что главное направление дел дадут французы.
Король Ричард не скрывал, что он не желает действовать заодно с Филиппом, отношения к которому особенно охладели после того, как французский король отказался от женитьбы на его сестре. Флот Ричарда, отплывшего из Сицилии в апреле 1191 года, был захвачен бурей, и корабль, на котором ехала новая невеста Ричарда, принцесса Беренгария Наваррская, был выброшен на остров Кипр.
Остров Кипр находился в это время во власти Исаака Комнина, который отложился от византийского императора того же имени. Исаак Комнин, узурпатор Кипра, не различал друзей и врагов императора, а преследовал свои личные эгоистические интересы; он объявил своей пленницей невесту английского короля. Таким образом, Ричард должен был начать войну с Кипром, которая была для него непредвиденна и неожиданна и которая потребовала от него много времени и сил.
Завладев островом, Ричард заковал в серебряные цепи Исаака Комнина; начался ряд торжеств, сопровождавших триумф английского короля. Впервые английская нация приобрела территориальное владение на Средиземном море. Но само собою разумеется, что Ричард не мог рассчитывать на долгое обладание Кипром, который находился на таком большом расстоянии от Британии.
В то время, когда Ричард праздновал на Кипре свою победу, когда он устраивал торжество за торжеством, на Кипр прибыл потерявший свои владения король Иерусалима Ги де Лузиньян. Ги де Лузиньян, прибывший на Кипр, чтобы заявить знаки преданности английскому королю, увеличил блеск и влияние Ричарда, который и продал ему остров Кипр.

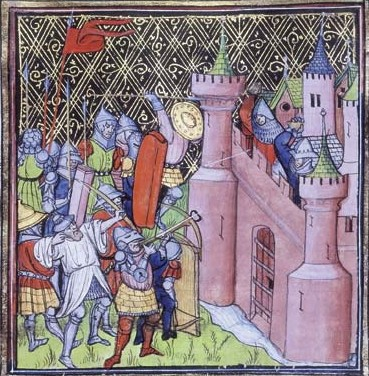
Осада Акры (1191). Миниатюра английской рукописи середины XIV в.

Побуждаемый Ги де Лузиньяном, Ричард оставил наконец Кипр и прибыл к Акре, где два года вместе с другими христианскими князьями принимал участие в бесполезной осаде города. Сама идея осады Акры была в высшей степени непрактична и прямо бесполезна. В руках христиан были ещё приморские города Антиохия, Триполи и Тир, которые и могли обеспечивать им сообщение с Западом. Эта идея бесполезной осады была внушена эгоистическим чувством таких интриганов, как Ги де Лузиньян. В нём возбуждало зависть, что в Антиохии был свой князь, Триполи — владел другой, в Тире сидел Конрад из дома герцогов Монферратских, а у него, иерусалимского короля, не было ничего, кроме одного имени. Этой чисто эгоистической целью и объясняется его приезд к английскому королю на остров Кипр, где он щедро расточал перед Ричардом заявления чувств преданности и старался расположить в свою пользу английского короля. Осада Акры составляет роковую ошибку со стороны деятелей Третьего крестового похода; они бились, тратили время и силы из-за небольшого клочка земли, в сущности никому не нужного, бесполезного, которым хотели наградить Ги де Лузиньяна.

## Начало движения Фридриха Барбароссы

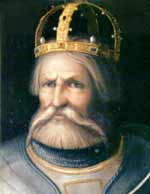
Фридрих Барбаросса

Большим несчастьем для всего крестового похода было то, что в нём вместе с английским и французским королём не мог принять участия старый тактик и умный политик Фридрих Барбаросса. Узнав о положении дел на Востоке, Фридрих I начал готовиться к крестовому походу; но он начал дело не так, как другие. Он отправил посольства к византийскому императору, к иконийскому султану и к самому Саладину. Отовсюду были получены благоприятные ответы, ручавшиеся за успех предприятия. Если бы в осаде Акры участвовал Фридрих Барбаросса, ошибка со стороны христиан была бы им устранена. Дело в том, что Саладин обладал отличным флотом, который доставлял ему из Египта все припасы, а войска шли к нему из середины Азии — из Месопотамии; само собою разумеется, что при таких условиях Саладин мог успешно выдержать самую продолжительную осаду приморского города. Вот почему все сооружения западных инженеров, башни и тараны, всё напряжение сил, тактики и ума западных королей — всё пошло прахом, оказалось несостоятельным в осаде Акры. Фридрих Барбаросса внёс бы в дело крестового похода идею практики и, по всему вероятию, направил бы свои силы туда, куда следовало: войну нужно было вести внутри Азии, ослаблять силы Саладина внутри страны, где находился самый источник пополнения его войск.
Крестовый поход Фридриха Барбароссы был предпринят с соблюдением всех мер предосторожности, обеспечивавших возможно меньшую потерю сил на пути через византийские владения. Фридрих заключил предварительно с византийским императором договор в Нюрнберге, вследствие которого ему предоставлялся свободный проход через имперские земли и обеспечивалась доставка съестных припасов по установленным заранее ценам. Нет сомнения, что новое движение латинского Запада на Восток немало тревожило византийское правительство; в виду неспокойного состояния Балканского полуострова, Исаак Ангел был заинтересован в точном соблюдении договора.
Ещё крестоносцы не двинулись в поход, как в Византии получено было секретное донесение из Генуи о приготовлениях к походу на Восток. «Я уже известился об этом, — писал в ответ Исаак, — и принял свои меры». Поблагодарив Бодуэна Гверцо за эти известия, император продолжает: «И на будущее время имей радение доводить до нашего сведения, что узнаешь и что нам важно знать».
Само собой разумеется, несмотря на внешние дружественные отношения, Исаак не доверял искренности крестоносцев, и в этом нельзя винить его. Сербы и болгары не только были в то время на пути к освобождению от власти Византии, но угрожали уже византийским провинциям; не скрываемые отношения с ними Фридриха были во всяком случае нарушением данной верности, хотя и не предусмотрены были нюрнбергскими условиями. Для Византии весьма хорошо известны были намерения Фридриха завладеть далматинским побережьем и соединить его с землями сицилийской короны. Хотя Фридрих отверг, будто бы, предложения славян безопасно провести его по Болгарии и не вступил с ними в наступательный против Византии союз, но византийцам вполне естественно было сомневаться в чистоте его намерений; притом, едва ли справедливо, что предложения славян были позже отвергнуты.
24 мая 1189 года император Фридрих I Барбаросса вступил в пределы Венгрии. Хотя король Бела III лично не решился участвовать в крестовом походе, он оказывал Фридриху знаки искреннего расположения. Не говоря уже о ценных подарках, предложенных императору, он снарядил отряд в 2 тысячи человек, который оказал немалую пользу крестоносцам знанием местных условий и выбором путей.
Через пять недель крестоносцы были уже на границе владений византийского императора. Прибыв в Браничев 2 июля, они в первый раз вступили с чиновниками императора в прямые отношения, которые сначала казались, впрочем, удовлетворительными. Из Браничева лучшая дорога к Константинополю шла по долине Моравы к Нишу, потом на Софию и Филиппополь. Греки, будто бы, не хотели вести латинян этим путём и умышленно испортили его; но люди из угорского отряда, хорошо знавшие пути сообщения, убедили крестоносцев настоять на выборе именно этой дороги, которую они взялись исправить и сделать проезжей вопреки желанию греков.
Заметим здесь, прежде всего, что крестоносцы держали путь по землям, едва ли тогда вполне принадлежавшим Византии. Течение Моравы, всего вероятней, было уже спорным между греками и сербами, иначе говоря, здесь не было тогда ни византийской, ни другой администрации. Шайки разбойников на собственный страх нападали на мелкие отряды крестоносцев и без подстрекательства византийского правительства. Нужно, с другой стороны, иметь в виду, что крестоносцы и сами не церемонились с теми, кто попадал в их руки: на страх другим, захваченных с оружием в руках они подвергали страшным истязаниям.
Около 25 числа июля к Фридриху явились послы Стефана Немани, а по прибытии в Ниш 27 числа император принимал и самого великого жупана Сербии. Здесь же, в Нише, велись переговоры с болгарами. Ясно, что в Нише не оставалось уже византийских властей, иначе они не допустили бы Стефана Неманю до личных объяснений с германским императором, которые во всяком случае не клонились в пользу Византии. И если крестоносцы на пути от Браничева до Ниша и потом до Софии подвергались неожиданным нападениям и терпели урон в людях и обозе, то, по справедливости говоря, византийское правительство едва ли должно нести за это ответственность. Нужно только удивляться, почему оно ни разу не сделало соответствующего заявления Фридриху I и не обратило его внимания на положение дел на полуострове.
Сербы и болгары предлагали крестоносцам в сущности одно и то же — союз против византийского императора, но в награду за то требовали признания нового порядка на Балканском полуострове. Мало того, славяне готовы были признать над собою протекторат западного императора, если он согласится обеспечить за сербами сделанные ими за счёт Византии завоевания и присоединить Далмацию и если Асеням предоставлена будет Болгария в бесспорное владение. В частности, великий жупан Сербии просил согласия императора на брак своего сына с дочерью герцога Бертольда, владетеля Далмации. Хотя не было тайной, что с этим брачным проектом соединялись виды на перенесение владетельных прав над Далмацией на дом Немани, тем не менее согласие Фридриха было получено.
Это обстоятельство, в соединении с новыми переговорами, имевшими место между германским императором и славянскими вождями, позволяет выставить некоторые сомнения против показания Ансберта, будто ответ Фридриха в Нише был определённо отрицательного свойства. Имея действительной целью крестовый поход, Фридрих, может быть, из осторожности и по нежеланию впутываться в новые сложные отношения, уклонялся от прямого и решительного ответа на предложения славян. Но мы увидим далее, что славянский вопрос не раз ещё заставлял его задумываться и колебаться. Будь на месте Фридриха Роберт Гвискар, Боэмунд или Рожер, события приняли бы совершенно иной оборот и предложения славянских князей, вероятно, были бы оценены.

## Фридрих Барбаросса на византийской территории. Смерть Фридриха

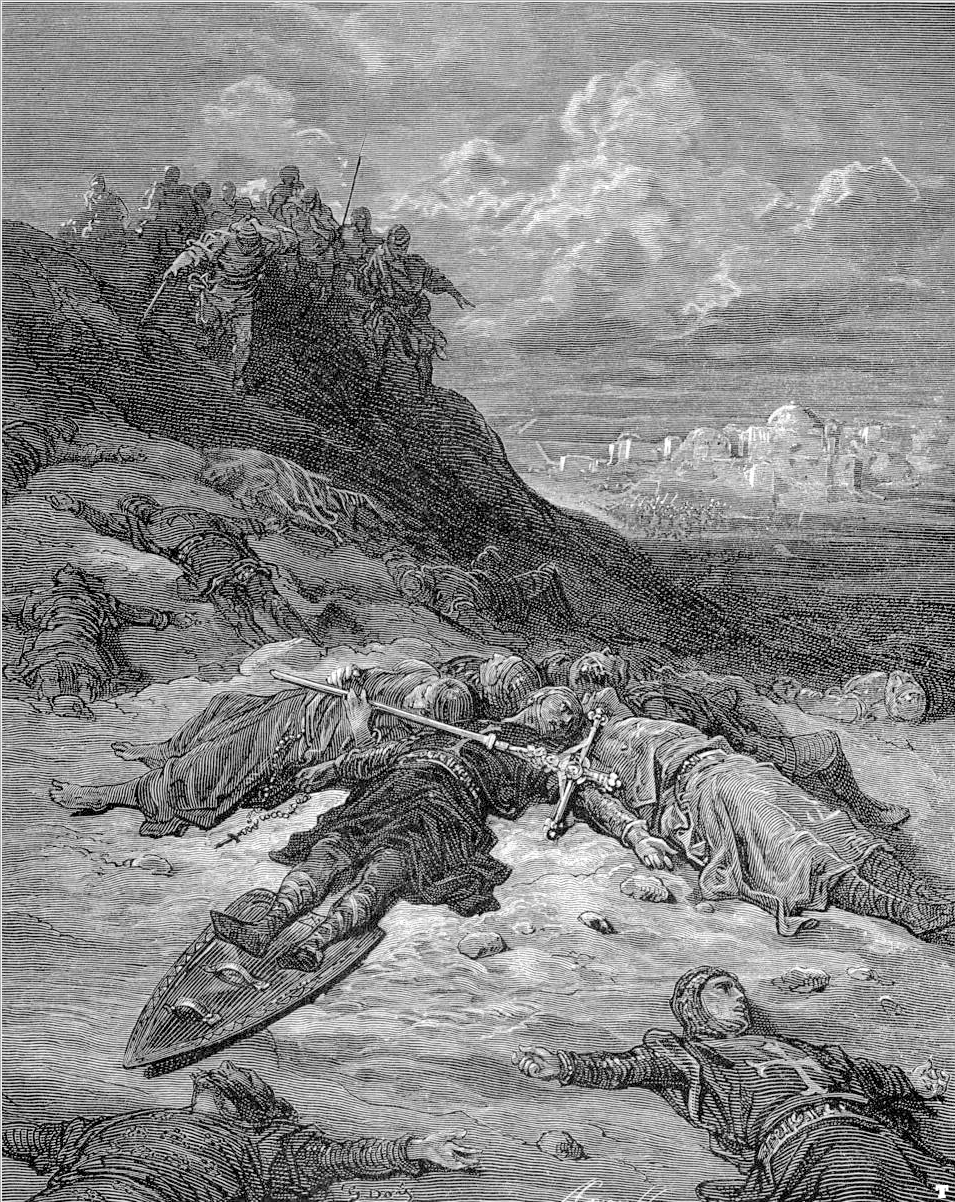
«Смерть Фридриха Германского». Гравюра Г. Доре из издания «Истории Крестовых походов» Ж. Ф. Мишо

Нет причины не доверять словам Никиты Хониата, который обвиняет в недальновидности и обычной небрежности тогдашнего логофета дрома (Иоанна Дука) и Андроника Кантакузина, на ответственности которых лежало провести крестоносное ополчение. Взаимное недоверие и подозрения питались не только тем, что крестоносцы не получали иногда подвоза припасов, но и слухами, что опаснейший проход (т. н. Траяновы ворота), ведущий через Балканские горы на Софию к Филиппополю, занят вооружённым отрядом.
Конечно, нельзя не видеть нарушения нюрнбергского договора в тех мерах, какие принимало византийское правительство, чтобы задержать движение крестоносцев: порча дорог, блокада перевалов и снаряжение наблюдательного отряда; но оно старалось объяснить свои предосторожности и выражало открытое неудовольствие отношениями Фридриха с возмутившимися сербами и болгарами. Так, когда ещё крестоносцы были около Ниша, к ним явился Алексей Гид, который высказал строгое порицание губернатору Браничева и обещал все устроить по желанию Фридриха, если только сам он запретит войскам грабить окрестные селения, прибавляя, что германцы не должны иметь никаких подозрений относительно вооружённого отряда, стерегущего перевалы, ибо это мера предосторожности против жупана Сербии.
Когда крестоносцы продвигались к главнейшему перевалу, ведущему в филиппопольскую равнину, трудности путешествия увеличивались для них всё более и более. Мелкие отряды беспокоили их неожиданными нападениями в опаснейших местах, вследствие чего крестоносное ополчение шло медленно и в боевом порядке. Германское посольство, отправленное в Константинополь, по слухам, принято было недостойнейшим образом. Чем ближе крестоносцы подходили к Македонии, тем сильнее росло неудовольствие их против греков. Полтора месяца шли они от Браничева до Софии (Средец); как натянуты были отношения между греками и германцами, можно судить из того, что когда последние 13 августа достигли Софии, то нашли город оставленным жителями; само собой разумеется, здесь не было ни византийских чиновников, ни обещанных припасов.
20 августа крестоносцы держали путь через последний перевал, который был занят греческим отрядом; последний, однако, отступил, когда крестоносцы собрались проложить дорогу с оружием в руках.
К Филиппополю крестоносцы подошли уже в качестве врагов империи, и с тех пор до конца октября отдельные вожди делали нападения на города и сёла и вели себя в греческой земле совершенно как неприятели. Если нельзя оправдывать правительство Исаака Ангела за недоверие к крестоносцам, то и поступки последних не могут быть названы благовидными. Не доверяя грекам, Фридрих пользовался услугами угорских проводников и сербского отряда. Как бы крестоносцы ни желали доказать свою правоту, нельзя упускать из виду и показаний лиц, для которых не было повода скрывать настоящее положение дел. Фридрих не прерывал отношений со славянами, которые служили ему во всё время перехода через Болгарию, хотя он не мог не знать, что это питало подозрительность Исаака Ангела.
Осенью 1189 года, со времени занятия крестоносцами Филиппополя, ещё более должно было усилиться взаимное раздражение, так как византийский наблюдательный отряд неоднократно имел столкновения с крестоносцами, а последние занимали вооружённой рукой города и селения. Тем не менее и к концу осени положение не разъяснилось, между тем Фридриху опасно было пускаться в дальнейший путь через Малую Азию, не заручившись точными и верными обещаниями со стороны греческого императора.
Для разъяснения отношений отправлено было в Константинополь новое посольство, которому поручено было сказать приблизительно следующее: «Напрасно греческий император не позволяет нам идти вперёд; никогда, ни теперь, ни прежде, мы не замышляли зла против империи. Сербскому князю, врагу греческого императора, который являлся к нам в Ниш, мы никогда не давали в бенефицию ни Болгарию, ни другую землю, подвластную грекам, и ни с одним королём или князем не замышляли ничего против греческой империи».
Этому второму посольству удалось выручить, не без больших, однако, хлопот, первое, ранее того отправленное в Константинополь. Все послы возвратились в Филиппополь 28 октября. На следующий день, в торжественном собрании вождей, послы делали донесение о том, что они испытали в Константинополе, и рассказывали обо всём, что они видели и слышали. «Император не только весьма дурно обращался с нами, но безо всякого стеснения принимал посла от Саладина и заключил с ним союз. А патриарх в своих проповедях, говорённых по праздничным дням, называл псами Христовых воинов и внушал своим слушателям, что самый злой преступник, обвинённый даже в десяти убийствах, получит разрешение от всех грехов, если убьёт сотню крестоносцев».
Собрание выслушало такое донесение перед тем, как были введены послы византийского императора. Нет ничего удивительного, что переговоры не могли быть дружелюбны, на высокомерные требования крестоносцев греческие послы отказались отвечать. До чего могли доходить греки и крестоносцы в чувстве взаимного раздражения и подозрительности, показывает, между прочим, следующий случай. Значительный отряд крестоносцев, совершив нападение на Градец, был поражён странными изображениями, найденными в церквах и в частных домах: на картинах были изображены латиняне с сидящими у них на спинах греками. Это так ожесточило крестоносцев, что они предали огню и церкви, и дома, перебили население и без сожаления опустошили всю эту область. Вероятнее всего, латиняне рассвирепели при взгляде на картины страшного суда, в которых местные живописцы, для известных целей, могли пользоваться и западными типами. Обычай во всяком случае извинительный, если бы ненависть и нетерпимость латинян к грекам и без того не достигла крайних пределов.
Византийское правительство имело полное основание предполагать, что сербский князь действует в союзе с Фридрихом, и было бы весьма трудно доказать то, что Фридрих не обнадёживал Стефана Неманю в его честолюбивых замыслах. В то время, когда крестоносцы угрожали уже самой столице греческой империи (Адрианополь и Димотика были в руках крестоносцев), тыл их, защищённый сербскими войсками, был в полной безопасности, так что они нашли возможным перевести филиппопольский гарнизон в Адрианополь.
Летописцы много раз упоминают о послах сербского великого жупана и об отношениях крестоносцев со славянами. Известно, что труднее всего было удовлетворить притязания Стефана Немани на Далмацию — обстоятельство, которое могло вовлечь Фридриха в неприятные столкновения с норманнами и уграми. Не лишено значения, что каждый раз выдвигается в переговорах с сербами герцог Бертольд, тот самый, дочь которого была обещана за сына Стефана Немани. В трудные минуты, когда терялась всякая надежда на соглашение с византийским императором, помощь славян была для крестоносцев истинным благом, которым они не могли пренебрегать на случай окончательного разрыва с греками. Но так как всё же оставались некоторые признаки, что греческий император также опасается разрыва, то славянские посольства выслушивались по обычаю милостиво, принимаемы были на службу небольшие отряды из сербов, к решительным же мерам Фридрих опасался прибегнуть во всё время своего пребывания на Балканском полуострове и самые мелочные факты и указания этого рода весьма любопытны.
В начале ноября, когда крестоносцы приближались к Адрианополю, король Бела III потребовал возвращения своего отряда назад, и 19 ноября венгры решительно заявили, что не могут более оставаться с крестоносцами. Не нужно искать других объяснений этому поступку со стороны венгерского короля, кроме недовольства на переговоры со славянами. Ясно, что Фридрих, попав в Болгарию, задался новыми планами и что отношения его со славянскими вождями совсем не входили в соображения венгерского короля, который относительно славянского вопроса стоял, конечно, на стороне Византии. На тогдашнее положение дел проливает свет донесение клирика Эбергарда, посла императора Фридриха к венгерскому королю, возвратившегося, между прочим, с письмом от последнего для Исаака. Письмо, правда, не заключало в себе ничего важного: в нём Бела выставлял на вид Исааку, какие опасности может навлечь на империю его строптивость с крестоносцами. Но посол мог личными наблюдениями иллюстрировать содержание письма и дать ему совершенно новое объяснение: «Король, — говорил он, — весьма смущён и поражён победоносными успехами крестоносцев и внесённым ими в греческую землю опустошением. Когда получена была весть об опустошении крестоносцами округа Димотики, король совсем переменился в обращении с послом. С тех пор он уже не был так добр и милостив, как прежде: посол не получал более ни кормовых, ни карманных из королевской камеры». Между другими новостями тот же клирик Эбергард сообщил, что, проезжая по Болгарии, он нашёл разрытыми все могилы крестоносцев, умерших на пути, и что трупы вытащены из гробов и валяются по земле.
К началу 1190 года крестоносцы продолжали ещё обмениваться посольствами с греческим императором, но никакого соглашения не смогли достигнуть. Фридрих, кажется, серьёзно думал воспользоваться услугами Петра, вождя болгар, который предлагал выставить к весне 40 тысяч болгар и куман, с каковым подкреплением можно было бы сделать попытку проложить путь в Малую Азию и помимо согласия греков. Но германский император должен был за это не только признать свободу Болгарии, но и обеспечить за Петром императорский титул.
Понимая важность положения и ответственность за подобный шаг, Фридрих всё-таки не отказывался от предложения Петра и старался предварительно оценить все средства, какие ему могли бы доставить славяне. Так, 21 января 1190 года, с одной стороны, он вёл переговоры с послами византийского императора, с другой, осведомлялся через посредство герцога Далмации о намерениях и расположении Стефана Немани. На последнего нельзя было возлагать много надежд, так как он начал в это время вести войну на собственный страх и занят был предприятиями на границе Сербии и Болгарии.
Есть возможность объяснить до некоторой степени мотивы, по которым Фридрих и в январе 1190 года колебался ещё принять на себя задачу разрешения славянского вопроса, на которую наталкивали его обстоятельства. Для него оставалась ещё надежда, устранив помощь славян, которая сопряжена была с неприятными и тяжёлыми обязательствами, получить к весне помощь из Европы. В этих соображениях он писал к своему сыну Генриху: «Поелику я не надеюсь совершить переправу через Босфор, разве только получу от императора Исаака избраннейших и родовитых заложников или подчиню своей власти всю Романию, то я прошу твоё королевское величество послать нарочитых послов в Геную, Венецию, Антиохию и Пизу и в другие места и отправить на кораблях вспомогательные отряды, чтобы они, подоспев к Цареграду в марте месяце, начали осаду города с моря, когда мы окружим его с суши». К середине февраля отношения, однако, уладились: 14 февраля в Адрианополе Фридрихом были подписаны условия, на которых византийский император соглашался дозволить крестоносцам переправу в Малую Азию.
Пребывание Фридриха I в Болгарии во всяком случае было не бесполезно для болгар и сербов. Первые, поощряемые германским императором, нарушили мир, заключённый прежде с греками, и, хотя обманулись в надежде теснить греков заодно с немцами, тем не менее не без выгоды для себя воспользовались замешательством в Константинополе и в последующей борьбе с Византией приняли решительно наступательные действия. Сербы, значительно распространив в то же время свои владения к северо-востоку от Моравы и к юго-западу до Софии, пришли к сознанию важности одновременных действий с болгарами: они заключили союз с Петром и Асенем и вели с тех пор одно и то же с ними дело.
Как бы уклончивы ни были обещания Фридриха I, всё же он не прерывал переговоров со славянами и питал в них враждебное к Византии настроение. Пусть он не заключал ни с болгарами, ни с сербами договора, который обязывал бы тех и других выставить к весне 60 тысяч войска (со стороны болгар 40 и от сербов 20 тысяч); но войска были собраны и без участия крестоносцев начали отвоёвывать у Византии города и области. Движение крестоносцев сопровождалось всеми последствиями неприятельского вторжения, вызвав в Болгарии новое недовольство византийским правительством: беглые, голодные, лишённые домов и достатка поселяне должны были пристать к болгарским или сербским вождям.
В мае 1189 года Фридрих Швабский, третий сын Барбароссы, покинул Регенсбург и во главе отличной армии, преодолев враждебность византийского императора Исаака Ангела, направился в Малую Азию, чтобы присоединиться к отцу.
Переправа крестоносцев через Босфор началась 25 марта 1190 года. Путь Барбароссы шёл по западным областям Малой Азии, частью разорённым вследствие войн с сельджуками, частью занятым этими последними. Тюркские отряды беспокоили крестоносцев и заставляли их постоянно быть настороже. В особенности христиане страдали от недостатка продовольствия и корма для вьючных животных. В мае они подошли к Иконии, одержали значительную победу над сельджуками и вынудили их дать провиант и заложников. Но в Киликии немецкое войско постигло несчастье, погубившее всё их предприятие. Когда Барбаросса приблизился к землям Киликийской Армении, князь Армении Левон направил ему навстречу посольский эскорт. Но, 10 июня 1190 года, Фридрих Барбаросса, не то купаясь, не то пытаясь переправиться через реку Каликаднус (Гёксу) близ Селевкии (ныне Селефке), внезапно утонул. Второе армянское посольство, возглавляемое почтенным епископом и писателем Нерсесом из Лампрона, прибыло слишком поздно, чтобы застать императора в живых, и возвратилось в Тарс уже с сыном императора, Фридрихом Швабским, священнослужителями и германским войском. Смерть Фридриха Барбароссы, который дал торжественную клятву вознаградить верность Левона королевской короной, грубо отрезвила армян. Однако Левон оказал крестоносцам всяческую поддержку: его войска принимали участие в осаде Акры, а до этого он присоединился к английскому королю Ричарду Львиное Сердце в завоевании Кипра.

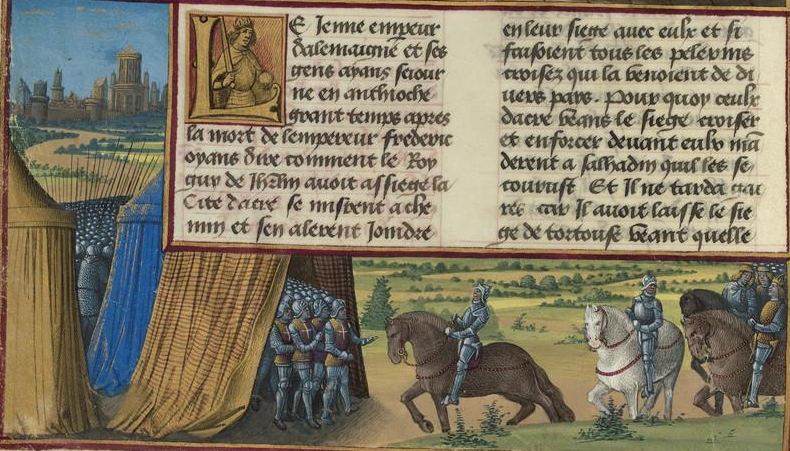
Прибытие Фридриха Швабского в Акру (1190). Миниатюра Жана Коломба из книги Себастьена Мамро «Походы французов в Утремер» (1474)

Значение Барбароссы вполне оценил Саладин и со страхом ожидал его прибытия в Сирию. На самом деле, Германия, казалось, готова была поправить все ошибки прежних походов и восстановить на Востоке достоинство немецкого имени, как неожиданный удар уничтожил все добрые надежды. Часть немецкого отряда отказалась от продолжения похода и возвратилась морским путём в Европу, другая часть под предводительством герцога Фридриха Швабского в начале октября 1190 года соединилась с христианским войском под Акрой, где сильно поредевшим от малярии остаткам германских крестоносцев не пришлось играть важной роли. Останки своего отца он в ходе похода частично оставил в Тарсусе, Антиохии и Тире. Спустя несколько месяцев после прибытия в Акру Фридрих Швабский умер 20 января 1191 года от малярии, после чего последние участники германского похода покинули Святую землю.

## Осада Акры
С 1188 по 1191 годы христианские князья приходили под стены Акры в одиночку; не было ни одного раза, когда бы все наличные силы христиан, приходившие с Запада, сосредоточились здесь в одно время. Часть христиан, прибывшая под Акру, погибала под ударами мусульман, от болезней и голода; её заменял другой отряд и в свою очередь подвергался той же участи. Кроме этого для христиан представлялась масса других затруднений, которые тяжело отзывались на ходе всего дела.
Христиане осаждали город с моря — единственная часть города, на которую они могли направить свои осадные орудия. Внутренняя часть была занята войсками Саладина, который удобно и легко сносился с Месопотамией, служившей для него источником пополнения его военных сил. Таким образом, христиане приходили под Акру поодиночке, подставляя себя под удары мусульман, никогда не соединяли своих сил, между тем как Саладин постоянно обновлял свои войска свежими приливами мусульман из Месопотамии. Ясно, что христиане находились в весьма неблагоприятных условиях, Саладин мог долго и энергично отстаивать Акру. Кроме того, для осады города нужен был строительный лес; который христиане вблизи нигде не могли достать — его они должны были доставлять из Италии.
В войне попеременно получали перевес то итальянцы, в особенности приморские города — Венеция, Генуя и Пиза, торговые интересы которых на Востоке заставляли их принимать большое участие в деле крестовых походов, то французы, то немцы, то англичане — смотря по тому, какой народ в данный момент был в более значительном количестве.
К этому неудобному положению присоединилось ещё соперничество восточных вождей. Ги де Лузиньян был во вражде с Конрадом Монтферратским. Их соперничество разделило и крестоносный лагерь на две враждебные партии: итальянские народы сосредоточились около тирского князя, англичане приняли сторону Ги. Таким образом, дело при Акре не только по своей цели, но и по отношению между народами, участвовавшими в нём, не могло окончиться благоприятным образом для христиан. Неудобства в доставке леса замедляли предприятие, а несвоевременная доставка, а иногда и недостаток съестных припасов, голод и моровая язва ослабили христианское войско.

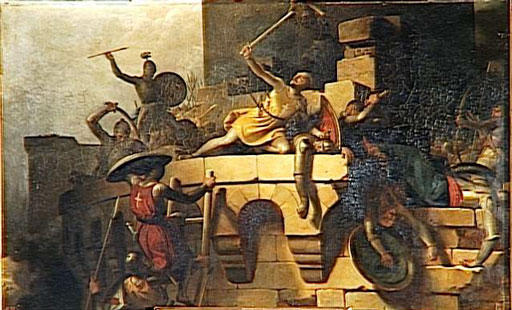
Осада Акры (1191). Картина Александра-Эвариста Фрагонара. 1838 г.

Летом 1191 года под Акру пришли французский и английский короли, на которых восточные христиане возлагали большие надежды. Кроме этих двух королей, пришло ещё одно коронованное лицо — герцог Австрийский Леопольд V. Теперь можно было ожидать, что дело пойдёт надлежащим путём, по определённому плану. Но, к сожалению, такого плана не было выработано представителями христианских наций.
Личные отношения французского и английского королей, наиболее важных лиц по своим военным силам, выяснились ещё в Мессине: они расстались если не врагами, то и не друзьями. Когда же Ричард завладел Кипром, французский король предъявил претензии на часть завоёванного острова в силу договора, заключённого между ними ещё во время сборов в поход, — договора, по которому оба короля обязались разделять между собою поровну все земли, которые они завоюют на Востоке. Ричард не признавал за французским королём прав на Кипр: «Договор, — говорил он, — касался только земель, которые будут завоёваны у мусульман».
Под Акрой недоразумения двух королей получили более острый характер. Ричард ещё находясь на Кипре, высказался в пользу Ги де Лузиньяна; Филипп Август встал на сторону Конрада Монтферратского, который, может быть, приобрёл симпатии французского короля геройской защитой Тира, но может быть, в этом случае Филиппом руководила личная неприязнь к Ричарду. Таким образом ни французский, ни английский король не были способны соединить свои силы и действовать по одному плану.
Личные характеры королей также разъединяли их. Рыцарский характер Ричарда был весьма сочувствен для Саладина; тотчас обнаружились симпатии между мусульманским повелителем и английским королём, они начали обмениваться посольствами, оказывать друг другу знаки внимания. Такое поведение Ричарда отозвалось неблагоприятным образом на его авторитете среди христиан; в войске утвердилась мысль, что Ричард готов их предать. Таким образом в Ричарде была парализована вся его сила, вся мощь и энергия; в то же время французский король не обладал личной энергией настолько, чтобы перенести на себя главное направление осады. Таким образом все преимущества, все благоприятные условия были на стороне Саладина.
В июле Акра была доведена до истощения, и гарнизон начал договариваться о сдаче. Саладин не прочь был заключить мир, но со стороны христиан были предложены слишком суровые условия: христиане потребовали сдачи Акры, мусульманский гарнизон города получит свободу только тогда, когда христианам будут возвращены Иерусалим и другие завоёванные Саладином области; кроме того, Саладин должен был дать 2 тысячи заложников из знатных мусульман. Саладин, по-видимому, соглашался на все эти условия. Христианские князья, ввиду скорой сдачи города, стали зорко следить за тем, чтобы в город не были доставляемы съестные припасы.

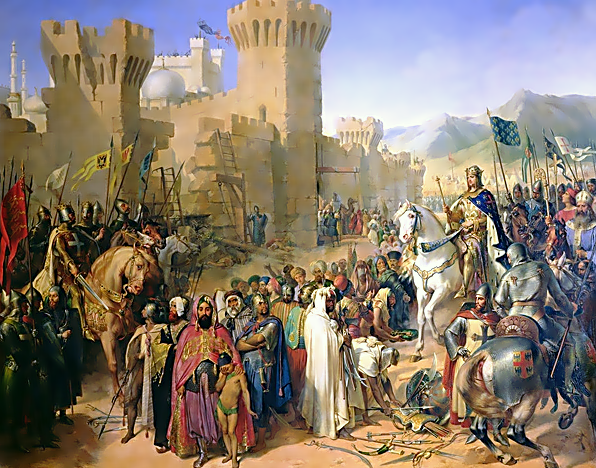
Капитуляция Акры Филиппу II Августу (1191). Иллюстрация из издания XIX в.

12 июля 1191 года Акра была сдана христианам. Исполнение предварительных условий мира скоро встретило препятствие. Между тем, при занятии Акры среди христиан имели место весьма тяжёлые недоразумения. Герцог Австрийский Леопольд V, завладев одной из стен города, выставил австрийское знамя: Ричард велел сорвать его и заменить своим; это было сильным оскорблением для всего немецкого войска; с этого времени Ричард приобрёл себе в лице Леопольда V непримиримого врага.
Кроме того, западные князья поставили себя в сложное отношение к туземному населению города. При занятии Акры оказалось, что значительная часть городского населения состояла из христиан, которые под владычеством мусульман пользовались различного рода привилегиями. По освобождении Акры от мусульман как французы, так и англичане хотели захватить побольше власти в городе и начали притеснять население; короли не заботились о том, чтобы были исполнены со стороны мусульман другие пункты договора. Французский король дошёл до крайнего раздражения; неприязнь Филиппа к Ричарду раздувала слухи о том, что английский король замышляет продать всё христианское войско мусульманам и даже готовится посягнуть на жизнь Филиппа. Раздражённый Филипп оставил Акру и отправился домой.
Само собою разумеется, что преждевременное возвращение французского короля наносило чувствительный ущерб делу крестового похода, главная роль которого теперь оставалась за Ричардом. Саладин же был умным и хитрым политиком и был серьезным противником для Ричарда, который имел пылкий рыцарский характер и был лишён политического чутья.
Во время осады Акры бременские и любекские купцы по примеру других военно-религиозных орденов, возникших во время Первого крестового похода, устроили на свои средства братство, которое имело целью оказывать помощь бедным и больным немцам. Герцог Фридрих Швабский принял это братство под своё покровительство и ходатайствовал в его пользу папскую грамоту. Это учреждение впоследствии получило военный характер и стало известно под именем Тевтонского ордена.
Ричард, оставаясь в Акре, ожидал исполнения со стороны Саладина остальных пунктов мирного договора. Но Саладин намеренно тянул время: не возвращал Животворящий Крест, не освобождал пленников и не платил военных издержек. Тогда раздраженный Ричард сделал шаг, который напугал всех мусульман: он велел заколоть 2700 знатных мусульман, которые находились в его руках в качестве заложников. Саладин же в ответ казнил около 1600 христианских заложников.

## Переход на Аскалон
Франки отправились в путь 23 августа вдоль сирийского побережья. Они перешли реку Акры и в первый же день прибыли в Хайфу.
Три дня спустя они покинули Хайфу и расположились в ущельях Атлита. «Тамплиеры составляли авангард, а госпитальеры — арьергард. Тем, кто видел, как они выстраивают отряды, они казались людьми, хорошо знающими своё дело, и войско конвоировалось лучше, чем в первый день».
7 сентября, миновав лес, армия крестоносцев приблизилась к Арсуфу. На этом переходе тамплиеры шли впереди, а госпитальеры замыкали движение под прицелами сарацинских арбалетчиков.

## Битва при Арсуфе

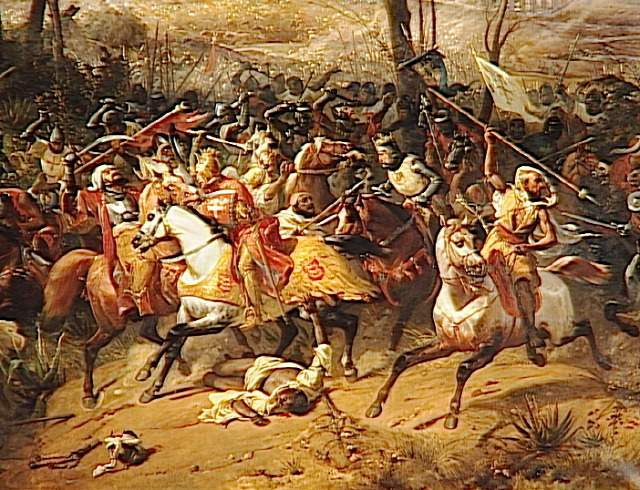
Битва при Арсуфе. Рис. худ. Фирмин Ферона XIX в.

Войско крестоносцев под началом Ричарда предприняло марш на юг по побережью Сирии к городу Арсуф. Выйдя из служившего им прикрытием леса, латинянам за один день приходилось как-то покрыть расстояние в 10 км, что немало, учитывая то обстоятельство, что они находились под постоянными атаками противника. Стремясь по возможности обезопасить свои силы от «огня» мусульманских конных лучников, Ричард построил их в формировании наподобие «коробочки». Рыцарей с их конями прикрывал барьер из пехотинцев. Риску подвергались только всадники военных орденов. Тамплиеры шли в авангарде, тогда как госпитальерам выпала роль замыкающих в колонне. Под палящим зноем и под дождём стрел конных лучников мусульман крестоносцы медленно продвигались к цели. В какой-то момент госпитальеры не выдержали — они теряли слишком много лошадей — и ударили на наседавшего врага. Ричард сумел своевременно правильно отреагировать на изменение ситуации, двинув в бой остальные силы. Рыцари, мстя за потери, нанесённые им за время пассивной обороны, уничтожили весь правый фланг сарацин. Баха ад-Дин отмечает: «Разгром был полный».
Однако для Саладина битва на данном этапе не была окончательно проиграна: он надеялся на повторение ситуации, сложившейся ранее во время осады Акры, когда его кавалерия успешно контратаковала крестоносцев, когда те рассредоточились, чтобы добить разбегающихся противников. Ричард учёл такой риск, и, когда рыцари потеряли непосредственный контакт с преследуемыми, приказал им заново выстроиться в одну линию. Надежды Саладина не оправдались, и ему пришлось контратаковать организованный строй противника. Контратаки с обеих сторон повторялись ещё несколько раз, прежде чем войско Саладина окончательно отступило в леса около Арсуфа.

Ричард Львиное Сердце находился в самой гуще сражения, о чём свидетельствует «Путешествие короля Ричарда»: 

Король Ричард преследовал турок с особой яростью, нападал на них и рассеивал их тела по земле. Никто не мог избежать его меча; куда бы он ни направился, его меч всюду расчищал себе путь. Нанося непрекращающиеся удары неустанным мечом, он, казалось, пожинает урожай серпом, так, что трупы убитых им турок покрывали землю на полмили»
Оригинальный текст (англ.)King Richard pursued the Turks with singular ferocity, fell upon them and scattered them across the ground. No one escaped when his sword made contact with them; wherever he went his brandished sword cleared a wide path on all sides. Continuing his advance with untiring sword strokes, he cut down that unspeakable race as if he were reaping the harvest with a sickle, so that the corpses of Turks he had killed covered the ground everywhere for the space of half a mile - Itinerarium, pg. 254

Битва при Арсуфе стала первой со времён поражения при Хаттине в 1187 году значительной победой крестоносцев. Саладин потерял много своих людей (около 7,000), в то время как потери крестоносцев оказались сравнительно невелики: около 700 человек.
Битва при Арсуфе стала настоящим триумфом Ричарда, возвысив его славу в зенит, репутации же Саладина был нанесен серьезный удар. После поражения Айюбиды не решились на новое открытое сражение с крестоносцами, и Ричард продолжил свой путь к Яффе, а 10 сентября 1191 года занял её без сопротивления.

## Походы на Иерусалим
После битвы при Арсуфе Ричард не предпринял никаких решительных действий против Саладина, а ограничился мелкими нападениями. Эти наезды с целью грабежа характеризуют, правда, рыцарское время, но глава крестоносного ополчения, который представляет интересы всей христианской Европы, должен был понимать, что он просто теряет драгоценное время, не предпринимая никаких решительных действий против своего врага. Раз Саладин потерял Акру и проиграл битву при Арсуфе, Ричард не должен был упускать прекрасную возможность взять Иерусалим. Но Гвидо Лузиньян уговаривал Ричарда очистить от мусульман прежде всего береговую полосу. Гвидо Лузиньяна поддерживали также и венецианцы, преследовавшие торговые цели: для них было удобнее, чтобы приморскими городами владели христиане, а не мусульмане. Ричард, поддавшись этому влиянию, двинулся на Аскалон.
Сам Саладин не ожидал подобного шага со стороны Ричарда. Из-за этого он решился на экстренное средство: велел срыть крепкие стены Аскалона и превратить в груду камней сам город. Всю осень 1191 и весну 1192 года Ричард стоял во главе крестоносного ополчения. Не раз для Ричарда представлялась совершенно ясно задача — идти прямо на Иерусалим; само войско его сознавало, что оно не исполнило ещё своей задачи и побуждало короля к тому же. Дважды Ричард Львиное Сердце был на пути к Иерусалиму, но все эти два раза останавливал марш и двигался назад: в первый раз из-за плохой погоды, невзирая на высокий моральный дух крестоносцев, а во второй раз Ричард просто не смог решиться на штурм Иерусалима, поскольку опасался потери чести в случае неудачи, боялся остаться «навсегда виноватым». На совете 4 июля, где собрались представители орденов тамплиеров и госпитальеров, французских и английских рыцарей, а также рыцарей, уроженцев Святой земли, было решено отойти от Иерусалима без боя. Дух армии крестоносцев был подорван.

## Окончание похода
Филипп, приехавший во Францию, начал мстить английскому королю в его французских владениях. Английским королевством управлял тогда брат Ричарда Иоанн (будущий английский король Иоанн Безземельный), с которым Филипп вошёл в отношения. Действия Филиппа, направленные во вред Ричарду, были прямым нарушением договора, заключённого ими во время сборов к крестовому походу. По этому договору французский король во всё время отсутствия английского короля не имел права нападать на его владения и мог объявить ему войну только спустя 40 дней после возвращения Ричарда из похода. Излишне говорить о том, что нарушение договора со стороны Филиппа и его посягательства на французские владения Ричарда должны были дурно влиять на дух английского короля.

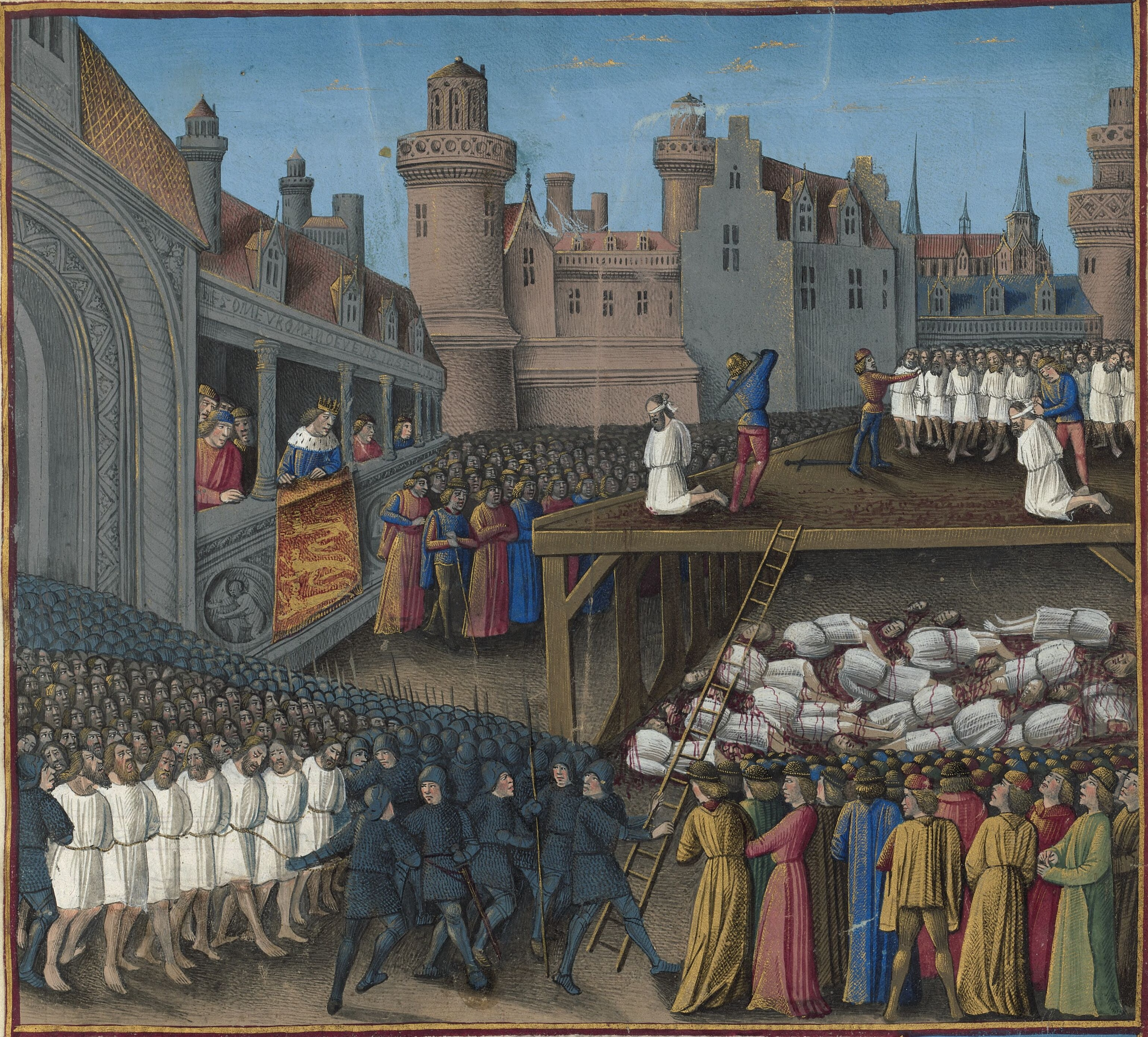
Избиение пленных мусульман Ричардом Львиное Сердце. Миниатюра Жана Коломба из книги Себастьена Мамро «Походы французов в Утремер» (1474).

К началу 1192 года в Азию пришли известия из Франции, которые сильно подействовали на Ричарда. В то же самое время на Востоке имел место один факт, который внушил Ричарду опасения за исход предприятия. Конрад Монферратский начал переговоры с Саладином, чтобы выпросить у него для себя Тир и Акру и обещал за это соединиться с ним и одним ударом уничтожить Ричарда.
Тогда Ричард, поставленный в высшей степени затруднительное положение делами на Востоке и беспокоясь за свои английские владения, которым угрожал французский король, употребил все средства для того, чтобы войти в отношения с Саладином. Он предложил Саладину соединиться с ним узами родства: предлагая выдать свою сестру Иоанну за брата Саладина Малек-Аделя. Однако эта идея не смогла б удовлетворить никого, поскольку если бы даже и мог состояться подобного рода брак, то он не удовлетворял бы христиан: земли, священные для них, по-прежнему оставались бы в руках мусульман.
В начале августа 1192 года Саладин осадил Яффу. Ричард выдвинулся на защиту города. 1 августа корабли христиан, возглавляемые королевским судном, подошли к Яффе. Король первым высадился на берег, за ним последовали другие воины. Крестоносцы под прикрытием щитов, сооружённых из обломков кораблей, добрались до укреплений города и отбили его у Саладина, отступившего к Язуру. Отряд английского короля, который насчитывал около двух тысяч человек, разместился лагерем у Яффы. Утром 5 августа Саладин, располагавший армией, превосходящей силы противника в несколько раз, предпринял попытку разбить франков. Благодаря присутствию духа Ричарда, его решительным действиям, крестоносцы отбили атаку сарацин. По свидетельству Амбруаза, сам король бился так, что кожа на его руках порвалась. Баха ад-Дин, современный мусульманский солдат и биограф Саладина, записал дань воинскому мастерству Ричарда в этой битве: «Меня уверяли... что в тот день король Англии с копьем в руке проезжал на всю длину нашей армии справа налево, и ни один из наших воинов не покинул ряды, чтобы напасть на него. Султан разгневался на это и в гневе покинул поле боя...». Но несмотря на то, что в завязавшейся битве Ричард разбил Саладина, крестовый поход зашел в тупик.
Наконец, Ричард, который, оставаясь в Азии, рисковал потерять свою корону, заключил 1 или 2 сентября 1192 года договор с Саладином. Согласно этому договору христиане возвращали под свой контроль побережье от Тира до Яффы, но Иерусалим оставался под властью мусульман. Взамен христиане получили возможность беспрепятственно посещать Иерусалим. Были освобождены пленники и в их числе рыцарь Гийом де Прео, благодаря которому избежал плена Ричард во время одной из стычек с мусульманами. Сам король Англии не решился посетить Иерусалим, чувствуя свою вину, так как «не смог вырвать его из рук своих врагов». Несмотря на то, что Иерусалим не был взят, завоевания Ричарда обеспечили существование христианского королевства на Святой земле ещё на сто лет.
В октябре 1192 года Ричард оставил Сирию. Для него, однако, возвращение в Европу представляло немалые затруднения, так как у него везде были враги. После долгих колебаний он решился высадиться в Италии, откуда предполагал пробраться в Англию. Но в Европе его сторожили все враги, которых он немало нажил. Около Вены в Австрийском герцогстве он был узнан. По приказу Леопольда V он был схвачен рыцарем Георгом Роппельтом и заключён в замок Дюрнштейн в тюрьму, где содержался около двух лет. Только под влиянием римского папы и сильного возбуждения английской нации, он получил свободу. За его свободу Англия заплатила 150 тысяч марок — двухлетний доход английской короны, причём на долю Леопольда приходилось лишь 30 тысяч.

## Третий крестовый поход в культуре
- Событиям Третьего крестового похода посвящён исторический роман Вальтера Скотта «Талисман», экранизированный в 1954 году американским режиссёром Дэвидом Батлером («Ричард Львиное Сердце и крестоносцы»), а также в двух частях — «Ричард Львиное Сердце» (1992) и «Рыцарь Кеннет» (1993) — российским режиссёром Евгением Герасимовым.
- Приквел к нему — роман Вальтера Скотта «Обручённая» (1825) — посвящён предшествующим походу событиям в Англии.
- Трилогия Симоны Вилар «Тень меча».
- Первая часть серии романов Жюльетты Бенцони «Рыцари» («Шевалье») — «Тибо, или Потерянный крест».
- В фильме «Царство небесное» (2005) Ридли Скотта рассказывается о событиях, предшествовавших Третьему крестовому походу (с некоторыми историческими искажениями).
- Временам Третьего крестового похода посвящена компьютерная игра Assassin’s Creed.
- Третьему крестовому походу посвящена песня российского рок-исполнителя Radio Tapok «Песнь пустыни».
- Часть исторического цикла Шарон Кей Пенман о ранних Плантагенетах, в частности, романы «Львиное Сердце. Дорога на Утремер», «Львиное Сердце. Под стенами Акры» ((в оригинале «Lionheart (Part I & Part II)» (2011)) и «Королевский выкуп. Капкан для крестоносца», «Королевский выкуп. Последний рубеж» ((в оригинале «A King’s Ransom (Part I & Part II)» (2014)) описывают участие Ричарда в Третьем крестовом походе и его пребывание в плену у коварного герцога Австрийского.